# ヘルツシュプルング・ラッセル図

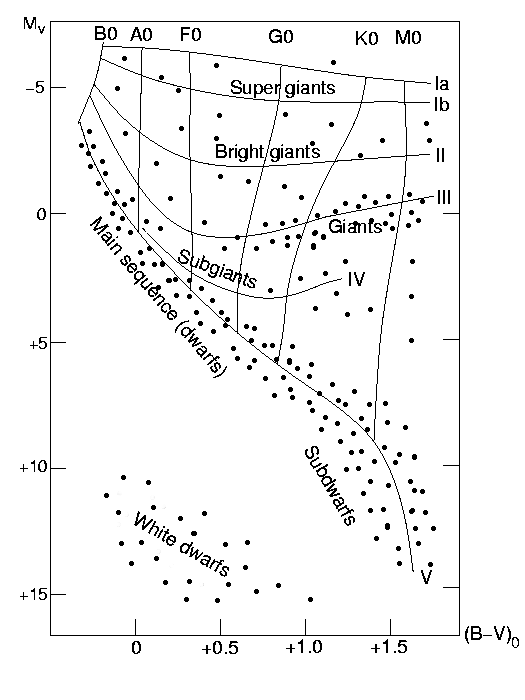
ヘルツシュプルング・ラッセル図

ヘルツシュプルング・ラッセル図（ヘルツシュプルング・ラッセルず、HR図、HRD、Hertzsprung-Russell Diagram）とは、縦軸に絶対等級もしくは光度、横軸にスペクトル型（表面温度）や有効温度をとった恒星の散布図のことである。デンマークの天文学者アイナー・ヘルツシュプルング（Ejnar Hertzsprung）とアメリカの天文学者ヘンリー・ノリス・ラッセル（Henry Norris Russell）により独立に提案された。
この図は、恒星の場所を表すものではないが、恒星進化論を理解するために重要な物である。

## 概要
元々のHR図は横軸にスペクトル型をプロットするが、星の温度と一対一に対応する尺度であれば他の量を用いても同等の図を描くことができるため、より定量的な尺度として恒星の有効温度や色指数を用いる場合もある。横軸に色指数をプロットしたHR図を特に色等級図（color-magnitude diagram）と呼ぶ。
HR図上で恒星の分布を見ると大部分の恒星が図の左上（明るく高温）から図の右下（暗く低温）に延びる線上に位置する。この線を主系列（Main Sequence）、この線上に位置する星を主系列星と呼んでいる。主系列星は水素の核融合反応が安定に進行している星である。太陽もこの主系列星に属する。
主系列の上方や下方にもいくつかの星が分布する。主系列の上方に位置する星は主系列の同じ表面温度の星に比べると明るい星である。これは星自体の直径が大きい、つまり巨星であることによるものである。これらの星は中心核での水素が枯渇して老年期に入った星である。
主系列の下方に位置する星は主系列の同じ表面温度の星に比べると暗い星である。これは星自体の直径が小さい、つまり矮星であることによる。これらの星のほとんどは白色矮星であり、核融合反応が停止して一生を終えつつある星である。
またHR図の主系列部分を除く中央上方から中央下方の帯状の領域は脈動変光星の多くが属する領域であるため不安定帯と呼ばれる。
恒星の一生におけるHR図上での移動は次のようになるとされている。まず、星雲から原始星が誕生する。この段階ではまだ核融合反応は始まっておらず収縮による重力エネルギーの解放で輝いている。低温で暗いHR図上の最も右下から左上に向かって移動していく。原始星は表面温度は低いが直径が主系列星よりも大きいので絶対等級は明るく、HR図上では主系列の上方、赤色巨星の下部に位置する。中心核の温度が上昇し、核融合反応が始まると星は原始星から主系列星となり、その質量に応じた主系列上の位置に移動する。質量が大きい星ほど核融合反応が激しく、表面温度が高く絶対等級も明るくなるから主系列の左上の方に位置する。主系列上に位置する時間の長さは恒星の質量による。質量が大きい星ほど核融合反応が激しく進行するので水素の枯渇が早く主系列上に位置する時間が短い。
核融合反応が進み、中心核での水素が枯渇すると、恒星は徐々に膨張していく。この時に表面温度は低下するが、絶対等級はあまり変化しないためHR図上では主系列から外れて右側へ水平に移動していく。途中で不安定帯を通過するため、この時期には変光星となる。このようにして最終的に赤色巨星となった後、大質量星は超新星爆発により一生を終える。小質量星では赤色巨星でいる間に外層の大部分を吹き飛ばしてしまう。内部の高温部分が露出するために表面温度は上昇していくが、星の直径が小さくなるために絶対等級は暗くなり、HR図上を左下へ向かって移動し、白色矮星となる。核融合反応が起こらないため、その後は冷えて暗くなる一方であり徐々にHR図上を右下へ移動していき一生を終える。
星団のように同時に誕生した恒星の集団に対してHR図を描くと、大質量の高温の星ほど早く巨星へと進化し、小質量の星だけが主系列上に残るので恒星の分布は「く」の字型になる。この「く」の字の折れ曲がりの位置からその星団が大体いつごろ誕生したのかを推定することができる。
またある恒星のスペクトル型からHR図を用いて絶対等級が求められる。そしてその等級の見かけの等級と絶対等級の差からその恒星の距離が推定できる。